# Ossun (Louisiane)
Ossun est une census-designated place de la paroisse de Lafayette, en Louisiane, aux États-Unis. 